# Concorde (metrostation)
Concorde er en station på metronettet i Paris og betjener metrolinje 1, metrolinje 8 og metrolinje 12. Den ligger på grænsen mellem 1. og 8. arrondissement.

## Stationen
Denne station er et af knudepunkterne i det parisiske metronet med mulighed for at skifte mellem tre linjer. Yderligere ligger den tæt på stationen Madeleine, hvor der kan skiftes til den førerløse linje 14.
Stationen for linje 12 er dekoreret med et værk i keramik, hvor den franske oversættelse af FN's Verdenserklæring om Menneskerettighederne er gengivet i blå skrift på hvid baggrund. Som en særlig specialitet gengives alle tegnene fra tegnsætningen i slutningen af hver sektion af teksten. Stationen, som blev genindrettet i 1991, er at værk af den parisiske kunstner Françoise Schein.

## Adgang
- Tuileriehaven (to)
- Place de la Concorde ved Rue Royale (to)
- Place de la Concorde ved Rue de Rivoli (to)
- Rue de Rivoli ved Rue de Mondovi
- Rue de Rivoli ved rue St-Florentin

## Trafikforbindelser
- RATP

## Omgivelser
- Place de la Concorde på højre Seinebred overfor den franske nationalforsamling, som holder til i Palais Bourbon. Pladsen er udsmykket med statuer. der repræsenterer de byer i Frankrig, som især har til opgave at forsvare landet, som Lille, Strasbourg, Lyon, Marseille, Bordeaux, Nantes og Brest.
- Omkring Place de la Concorde ligger Cour des comptes, USA's ambassade i Paris, begyndelsen af Avenue des Champs-Élysées samt cours la Reine. Foran sidstnævnte findes en statue af den belgiske konge Albert 1.
- Indgangen til Tuileriehaven, som nær Concordepladsen rummer galerie nationale du Jeu de Paume og musée de l'Orangerie.

## Galleri
- linje 8.